# Världscupen i längdåkning 2019/2020
Världscupen i längdåkning 2019/2020 inleddes den 29 november 2019 i Ruka, Finland, och avslutades den 8 mars 2020 i Oslo, Norge. Tävlingar skulle ha pågått till och med den 22 mars 2020, men sprinttouren i Québec, Kanada, och Minneapolis, USA, respektive världscupavslutningen i Canmore, Kanada, ställdes in på grund av coronavirusutbrottet.
Regerande mästare i den totala världscupen från säsongen 2018/2019 var Ingvild Flugstad Østberg, Norge, och Johannes Høsflot Klæbo, Norge. I distans- och sprintcupen var Therese Johaug, Norge, och Aleksandr Bolsjunov, Ryssland, respektive Stina Nilsson, Sverige, och Johannes Høsflot Klæbo regerande mästare. Therese Johaug vann den totala världscupen för tredje gången och distanscupen för andra säsongen i rad, medan Aleksandr Bolsjunov vann den totala världscupen för första gången samt distanscupen för andra säsongen i rad. I sprintcupen vann Linn Svahn, Sverige, för första gången medan Johannes Høsflot Klæbo vann för fjärde säsongen i rad.

## Tävlingsprogram och resultat
| Förklaring        |
| ----------------- |
| K = Klassisk stil |
| F = Fristil       |

De individuella distanstävlingarna har individuell start om inget annat nämns.

### Damer

#### Individuella tävlingar
| Nr | Etapp                                  | Datum                                  | Ort                                    | Disciplin                              | 1:a plats                                 | 2:a plats                                 | 3:e plats                                 | Världscupledare        | Ref. |
| -- | -------------------------------------- | -------------------------------------- | -------------------------------------- | -------------------------------------- | ----------------------------------------- | ----------------------------------------- | ----------------------------------------- | ---------------------- | ---- |
|    |                                        |                                        |                                        |                                        |                                           |                                           |                                           |                        |      |
|    | 1                                      | 29 november 2019                       | Ruka                                   | Sprint (K)                             | Maiken Caspersen Falla                    | Jonna Sundling                            | Sadie Maubet Bjornsen                     | Maiken Caspersen Falla |      |
|    | 2                                      | 30 november 2019                       | Ruka                                   | 10 km (K)                              | Therese Johaug                            | Krista Pärmäkoski                         | Natalja Neprjajeva                        | Sadie Maubet Bjornsen  |      |
|    | 3                                      | 1 december 2019                        | Ruka                                   | 10 km jaktstart (F)                    | Therese Johaug                            | Heidi Weng                                | Jessie Diggins                            | Therese Johaug         |      |
| 1  | Nordiska öppningen 2019 – Slutresultat | Nordiska öppningen 2019 – Slutresultat | Nordiska öppningen 2019 – Slutresultat | Nordiska öppningen 2019 – Slutresultat | Therese Johaug                            | Heidi Weng                                | Astrid Uhrenholdt Jacobsen                | Therese Johaug         |      |
|    |                                        |                                        |                                        |                                        |                                           |                                           |                                           |                        |      |
| 2  | 4                                      | 7 december 2019                        | Lillehammer                            | 15 km skiathlon                        | Therese Johaug                            | Jessie Diggins                            | Heidi Weng                                | Therese Johaug         |      |
| 3  | 5                                      | 14 december 2019                       | Davos                                  | Sprint (F)                             | Linn Svahn                                | Maiken Caspersen Falla                    | Sophie Caldwell                           | Therese Johaug         |      |
| 4  | 6                                      | 15 december 2019                       | Davos                                  | 10 km (F)                              | Therese Johaug                            | Heidi Weng                                | Jessie Diggins                            | Therese Johaug         |      |
| 5  | 7                                      | 21 december 2019                       | Planica                                | Sprint (F)                             | Jonna Sundling                            | Stina Nilsson                             | Julia Kern                                | Therese Johaug         |      |
|    |                                        |                                        |                                        |                                        |                                           |                                           |                                           |                        |      |
|    | 8                                      | 28 december 2019                       | Lenzerheide                            | 10 km masstart (F)                     | Therese Johaug                            | Heidi Weng                                | Ebba Andersson                            | Therese Johaug         |      |
| 9  | 29 december 2019                       | Sprint (F)                             | Lenzerheide                            | Anamarija Lampič                       | Maiken Caspersen Falla                    | Natalja Neprjajeva                        |                                           | Therese Johaug         |      |
| 10 | 31 december 2019                       | Toblach                                | 10 km (F)                              | Therese Johaug                         | Ingvild Flugstad Østberg                  | Ebba Andersson                            |                                           | Therese Johaug         |      |
| 11 | 1 januari 2020                         | Toblach                                | 10 km jaktstart (K)                    | Ingvild Flugstad Østberg               | Therese Johaug                            | Heidi Weng                                |                                           | Therese Johaug         |      |
| 12 | 3 januari 2020                         | Val di Fiemme                          | 10 km masstart (K)                     | Astrid Uhrenholdt Jacobsen             | Ebba Andersson                            | Katharina Hennig                          |                                           | Therese Johaug         |      |
| 13 | 4 januari 2020                         | Val di Fiemme                          | Sprint (K)                             | Anamarija Lampič                       | Astrid Uhrenholdt Jacobsen                | Jessie Diggins                            |                                           | Therese Johaug         |      |
| 14 | 5 januari 2020                         | Val di Fiemme                          | 10 km masstart, klättring (F)          | Therese Johaug                         | Heidi Weng                                | Ingvild Flugstad Østberg                  |                                           | Therese Johaug         |      |
| 6  | Tour de Ski 2019/2020 – Slutresultat   | Tour de Ski 2019/2020 – Slutresultat   | Tour de Ski 2019/2020 – Slutresultat   | Tour de Ski 2019/2020 – Slutresultat   | Therese Johaug                            | Natalja Neprjajeva                        | Ingvild Flugstad Østberg                  | Therese Johaug         |      |
|    |                                        |                                        |                                        |                                        |                                           |                                           |                                           |                        |      |
| 7  | 15                                     | 11 januari 2020                        | Dresden                                | Sprint (F)                             | Linn Svahn                                | Anamarija Lampič                          | Maja Dahlqvist                            | Therese Johaug         |      |
| 8  | 16                                     | 18 januari 2020                        | Nové Město na Moravě                   | 10 km (F)                              | Therese Johaug                            | Natalja Neprjajeva                        | Heidi Weng                                | Therese Johaug         |      |
| 9  | 17                                     | 19 januari 2020                        | Nové Město na Moravě                   | 10 km jaktstart (K)                    | Therese Johaug                            | Natalja Neprjajeva                        | Ingvild Flugstad Østberg                  | Therese Johaug         |      |
| 10 | 18                                     | 25 januari 2020                        | Oberstdorf                             | 15 km skiathlon                        | Therese Johaug                            | Ingvild Flugstad Østberg                  | Teresa Stadlober                          | Therese Johaug         |      |
| 11 | 19                                     | 26 januari 2020                        | Oberstdorf                             | Sprint (K)                             | Natalja Neprjajeva                        | Anamarija Lampič                          | Jessie Diggins                            | Therese Johaug         |      |
| 12 | 20                                     | 8 februari 2020                        | Falun                                  | Sprint (K)                             | Linn Svahn                                | Natalja Neprjajeva                        | Jonna Sundling                            | Therese Johaug         |      |
| 13 | 21                                     | 9 februari 2020                        | Falun                                  | 10 km masstart (F)                     | Therese Johaug                            | Ebba Andersson                            | Heidi Weng                                | Therese Johaug         |      |
|    |                                        |                                        |                                        |                                        |                                           |                                           |                                           |                        |      |
|    | 22                                     | 15 februari 2020                       | Östersund                              | 10 km (F)                              | Therese Johaug                            | Heidi Weng                                | Ingvild Flugstad Østberg                  | Therese Johaug         |      |
| 23 | 16 februari 2020                       | 10 km jaktstart (K)                    | Östersund                              | Therese Johaug                         | Heidi Weng                                | Ingvild Flugstad Østberg                  |                                           | Therese Johaug         |      |
| 24 | 18 februari 2020                       | Åre                                    | Sprint (F)                             | Therese Johaug                         | Heidi Weng                                | Astrid Uhrenholdt Jacobsen                |                                           | Therese Johaug         |      |
| 25 | 20 februari 2020                       | Meråker                                | 34 km masstart (F)                     | Therese Johaug                         | Ingvild Flugstad Østberg                  | Heidi Weng                                |                                           | Therese Johaug         |      |
| 26 | 22 februari 2020                       | Trondheim                              | Sprint (K)                             | Maiken Caspersen Falla                 | Jonna Sundling                            | Nadine Fähndrich                          |                                           | Therese Johaug         |      |
| 27 | 23 februari 2020                       | Trondheim                              | 15 km jaktstart (K)                    | Therese Johaug                         | Astrid Uhrenholdt Jacobsen                | Krista Pärmäkoski                         |                                           | Therese Johaug         |      |
| 14 | FIS Ski Tour 2020 – Slutresultat       | FIS Ski Tour 2020 – Slutresultat       | FIS Ski Tour 2020 – Slutresultat       | FIS Ski Tour 2020 – Slutresultat       | Therese Johaug                            | Heidi Weng                                | Ingvild Flugstad Østberg                  | Therese Johaug         |      |
|    |                                        |                                        |                                        |                                        |                                           |                                           |                                           |                        |      |
| 15 | 28                                     | 29 februari 2020                       | Lahtis                                 | 10 km (K)                              | Therese Johaug                            | Ebba Andersson                            | Krista Pärmäkoski                         | Therese Johaug         |      |
| 16 | 29                                     | 4 mars 2020                            | Konnerud                               | Sprint (F)                             | Jonna Sundling                            | Nadine Fähndrich                          | Linn Svahn                                | Therese Johaug         |      |
| 17 | 30                                     | 7 mars 2020                            | Oslo                                   | 30 km masstart (K)                     | Frida Karlsson                            | Therese Johaug                            | Ebba Andersson                            | Therese Johaug         |      |
|    |                                        |                                        |                                        |                                        |                                           |                                           |                                           |                        |      |
|    |                                        | 14 mars 2020                           | Québec                                 | Sprint (K)                             | Inställt på grund av coronavirusutbrottet | Inställt på grund av coronavirusutbrottet | Inställt på grund av coronavirusutbrottet | Therese Johaug         |      |
|    | 15 mars 2020                           | Sprint (F)                             | Québec                                 |                                        | Inställt på grund av coronavirusutbrottet | Inställt på grund av coronavirusutbrottet | Inställt på grund av coronavirusutbrottet | Therese Johaug         |      |
|    | 17 mars 2020                           | Minneapolis                            | Sprint (F)                             |                                        | Inställt på grund av coronavirusutbrottet | Inställt på grund av coronavirusutbrottet | Inställt på grund av coronavirusutbrottet | Therese Johaug         |      |
|    | Sprinttouren 2020 – Slutresultat       |                                        |                                        |                                        | Inställt på grund av coronavirusutbrottet | Inställt på grund av coronavirusutbrottet | Inställt på grund av coronavirusutbrottet | Therese Johaug         |      |
|    |                                        |                                        |                                        |                                        |                                           |                                           |                                           |                        |      |
|    |                                        | 20 mars 2020                           | Canmore                                | 10 km masstart (F)                     | Inställt på grund av coronavirusutbrottet | Inställt på grund av coronavirusutbrottet | Inställt på grund av coronavirusutbrottet | Therese Johaug         |      |
|    |                                        | 21 mars 2020                           | Canmore                                | 10 km jaktstart (K)                    | Inställt på grund av coronavirusutbrottet | Inställt på grund av coronavirusutbrottet | Inställt på grund av coronavirusutbrottet | Therese Johaug         |      |

#### Lagtävlingar
| Nr | Datum            | Ort         | Disciplin        | 1:a plats                                                                           | 2:a plats                                                                   | 3:e plats                                                          | Ref. |
| -- | ---------------- | ----------- | ---------------- | ----------------------------------------------------------------------------------- | --------------------------------------------------------------------------- | ------------------------------------------------------------------ | ---- |
| 1  | 8 december 2019  | Lillehammer | 4 x 5 km stafett | Norge I Maiken Caspersen Falla Astrid Uhrenholdt Jacobsen Therese Johaug Heidi Weng | USA I Sophie Caldwell Sadie Maubet Bjornsen Rosie Brennan Jessie Diggins    | Sverige Emma Ribom Elina Rönnlund Charlotte Kalla Moa Lundgren     |      |
| 2  | 22 december 2019 | Planica     | Lagsprint (F)    | Sverige II Maja Dahlqvist Linn Svahn                                                | Sverige I Stina Nilsson Jonna Sundling                                      | Schweiz Laurien van der Graaff Nadine Fähndrich                    |      |
| 3  | 12 januari 2020  | Dresden     | Lagsprint (F)    | Sverige I Maja Dahlqvist Linn Svahn                                                 | Schweiz I Laurien van der Graaff Nadine Fähndrich                           | Sverige II Evelina Settlin Linn Sömskar                            |      |
| 4  | 1 mars 2020      | Lahtis      | 4 x 5 km stafett | Norge Tiril Udnes Weng Ingvild Flugstad Østberg Therese Johaug Heidi Weng           | Finland I Johanna Matintalo Kerttu Niskanen Laura Mononen Krista Pärmäkoski | Sverige Charlotte Kalla Frida Karlsson Rebecca Öhrn Maja Dahlqvist |      |

### Herrar

#### Individuella tävlingar
| Nr | Etapp                                  | Datum                                  | Ort                                    | Disciplin                              | 1:a plats                                 | 2:a plats                                 | 3:e plats                                 | Världscupledare        | Ref. |
| -- | -------------------------------------- | -------------------------------------- | -------------------------------------- | -------------------------------------- | ----------------------------------------- | ----------------------------------------- | ----------------------------------------- | ---------------------- | ---- |
|    |                                        |                                        |                                        |                                        |                                           |                                           |                                           |                        |      |
|    | 1                                      | 29 november 2019                       | Ruka                                   | Sprint (K)                             | Johannes Høsflot Klæbo                    | Pål Golberg                               | Richard Jouve                             | Johannes Høsflot Klæbo |      |
|    | 2                                      | 30 november 2019                       | Ruka                                   | 15 km (K)                              | Iivo Niskanen                             | Johannes Høsflot Klæbo                    | Emil Iversen                              | Johannes Høsflot Klæbo |      |
|    | 3                                      | 1 december 2019                        | Ruka                                   | 15 km jaktstart (F)                    | Hans Christer Holund                      | Sjur Røthe                                | Emil Iversen                              | Johannes Høsflot Klæbo |      |
| 1  | Nordiska öppningen 2019 – Slutresultat | Nordiska öppningen 2019 – Slutresultat | Nordiska öppningen 2019 – Slutresultat | Nordiska öppningen 2019 – Slutresultat | Johannes Høsflot Klæbo                    | Emil Iversen                              | Iivo Niskanen                             | Johannes Høsflot Klæbo |      |
|    |                                        |                                        |                                        |                                        |                                           |                                           |                                           |                        |      |
| 2  | 4                                      | 7 december 2019                        | Lillehammer                            | 30 km skiathlon                        | Aleksandr Bolsjunov                       | Hans Christer Holund                      | Emil Iversen                              | Johannes Høsflot Klæbo |      |
| 3  | 5                                      | 14 december 2019                       | Davos                                  | Sprint (F)                             | Johannes Høsflot Klæbo                    | Lucas Chanavat                            | Håvard Solås Taugbøl                      | Johannes Høsflot Klæbo |      |
| 4  | 6                                      | 15 december 2019                       | Davos                                  | 15 km (F)                              | Simen Hegstad Krüger                      | Sergej Ustiugov                           | Dario Cologna                             | Johannes Høsflot Klæbo |      |
| 5  | 7                                      | 21 december 2019                       | Planica                                | Sprint (F)                             | Lucas Chanavat                            | Federico Pellegrino                       | Erik Valnes                               | Johannes Høsflot Klæbo |      |
|    |                                        |                                        |                                        |                                        |                                           |                                           |                                           |                        |      |
|    | 8                                      | 28 december 2019                       | Lenzerheide                            | 15 km masstart (F)                     | Sergej Ustiugov                           | Johannes Høsflot Klæbo                    | Aleksandr Bolsjunov                       | Johannes Høsflot Klæbo |      |
| 9  | 29 december 2019                       | Sprint (F)                             | Lenzerheide                            | Johannes Høsflot Klæbo                 | Federico Pellegrino                       | Richard Jouve                             |                                           | Johannes Høsflot Klæbo |      |
| 10 | 31 december 2019                       | Toblach                                | 15 km (F)                              | Sergej Ustiugov                        | Ivan Jakimusjkin                          | Aleksandr Bolsjunov                       |                                           | Johannes Høsflot Klæbo |      |
| 11 | 1 januari 2020                         | Toblach                                | 15 km jaktstart (K)                    | Aleksandr Bolsjunov                    | Sergej Ustiugov                           | Iivo Niskanen                             |                                           | Johannes Høsflot Klæbo |      |
| 12 | 3 januari 2020                         | Val di Fiemme                          | 15 km masstart (K)                     | Johannes Høsflot Klæbo                 | Sergej Ustiugov                           | Aleksandr Bolsjunov                       |                                           | Johannes Høsflot Klæbo |      |
| 13 | 4 januari 2020                         | Val di Fiemme                          | Sprint (K)                             | Johannes Høsflot Klæbo                 | Sergej Ustiugov                           | Aleksandr Bolsjunov                       |                                           | Johannes Høsflot Klæbo |      |
| 14 | 5 januari 2020                         | Val di Fiemme                          | 10 km masstart, klättring (F)          | Simen Hegstad Krüger                   | Sjur Røthe                                | Aleksandr Bolsjunov                       |                                           | Johannes Høsflot Klæbo |      |
| 6  | Tour de Ski 2019/2020 – Slutresultat   | Tour de Ski 2019/2020 – Slutresultat   | Tour de Ski 2019/2020 – Slutresultat   | Tour de Ski 2019/2020 – Slutresultat   | Aleksandr Bolsjunov                       | Sergej Ustiugov                           | Johannes Høsflot Klæbo                    | Aleksandr Bolsjunov    |      |
|    |                                        |                                        |                                        |                                        |                                           |                                           |                                           |                        |      |
| 7  | 15                                     | 11 januari 2020                        | Dresden                                | Sprint (F)                             | Lucas Chanavat                            | Sindre Bjørnestad Skar                    | Johan Häggström                           | Aleksandr Bolsjunov    |      |
| 8  | 16                                     | 18 januari 2020                        | Nové Město na Moravě                   | 15 km (F)                              | Aleksandr Bolsjunov                       | Iivo Niskanen                             | Sjur Røthe                                | Aleksandr Bolsjunov    |      |
| 9  | 17                                     | 19 januari 2020                        | Nové Město na Moravě                   | 15 km jaktstart (K)                    | Aleksandr Bolsjunov                       | Johannes Høsflot Klæbo                    | Simen Hegstad Krüger                      | Aleksandr Bolsjunov    |      |
| 10 | 18                                     | 25 januari 2020                        | Oberstdorf                             | 30 km skiathlon                        | Aleksandr Bolsjunov                       | Simen Hegstad Krüger                      | Sjur Røthe                                | Aleksandr Bolsjunov    |      |
| 11 | 19                                     | 26 januari 2020                        | Oberstdorf                             | Sprint (K)                             | Johannes Høsflot Klæbo                    | Pål Golberg                               | Erik Valnes                               | Aleksandr Bolsjunov    |      |
| 12 | 20                                     | 8 februari 2020                        | Falun                                  | Sprint (K)                             | Pål Golberg                               | Erik Valnes                               | Aleksandr Bolsjunov                       | Aleksandr Bolsjunov    |      |
| 13 | 21                                     | 9 februari 2020                        | Falun                                  | 15 km masstart (F)                     | Aleksandr Bolsjunov                       | Sjur Røthe                                | Ivan Jakimusjkin                          | Aleksandr Bolsjunov    |      |
|    |                                        |                                        |                                        |                                        |                                           |                                           |                                           |                        |      |
|    | 22                                     | 15 februari 2020                       | Östersund                              | 15 km (F)                              | Sjur Røthe                                | Simen Hegstad Krüger                      | Finn Hågen Krogh                          | Aleksandr Bolsjunov    |      |
| 23 | 16 februari 2020                       | 15 km jaktstart (K)                    | Östersund                              | Pål Golberg                            | Aleksandr Bolsjunov                       | Martin Løwstrøm Nyenget                   |                                           | Aleksandr Bolsjunov    |      |
| 24 | 18 februari 2020                       | Åre                                    | Sprint (F)                             | Johannes Høsflot Klæbo                 | Federico Pellegrino                       | Renaud Jay                                |                                           | Aleksandr Bolsjunov    |      |
| 25 | 20 februari 2020                       | Meråker                                | 34 km masstart (F)                     | Aleksandr Bolsjunov                    | Johannes Høsflot Klæbo                    | Emil Iversen                              |                                           | Aleksandr Bolsjunov    |      |
| 26 | 22 februari 2020                       | Trondheim                              | Sprint (K)                             | Johannes Høsflot Klæbo                 | Pål Golberg                               | Erik Valnes                               |                                           | Aleksandr Bolsjunov    |      |
| 27 | 23 februari 2020                       | Trondheim                              | 30 km jaktstart (K)                    | Emil Iversen                           | Iivo Niskanen                             | Hans Christer Holund                      |                                           | Aleksandr Bolsjunov    |      |
| 14 | FIS Ski Tour 2020 – Slutresultat       | FIS Ski Tour 2020 – Slutresultat       | FIS Ski Tour 2020 – Slutresultat       | FIS Ski Tour 2020 – Slutresultat       | Pål Golberg                               | Simen Hegstad Krüger                      | Hans Christer Holund                      | Aleksandr Bolsjunov    |      |
|    |                                        |                                        |                                        |                                        |                                           |                                           |                                           |                        |      |
| 15 | 28                                     | 29 februari 2020                       | Lahtis                                 | 15 km (K)                              | Iivo Niskanen                             | Aleksandr Bolsjunov                       | Hans Christer Holund                      | Aleksandr Bolsjunov    |      |
| 16 | 29                                     | 4 mars 2020                            | Konnerud                               | Sprint (F)                             | Johannes Høsflot Klæbo                    | Håvard Solås Taugbøl                      | Eirik Brandsdal                           | Aleksandr Bolsjunov    |      |
| 17 | 30                                     | 8 mars 2020                            | Oslo                                   | 50 km masstart (K)                     | Aleksandr Bolsjunov                       | Simen Hegstad Krüger                      | Emil Iversen                              | Aleksandr Bolsjunov    |      |
|    |                                        |                                        |                                        |                                        |                                           |                                           |                                           |                        |      |
|    |                                        | 14 mars 2020                           | Québec                                 | Sprint (K)                             | Inställt på grund av coronavirusutbrottet | Inställt på grund av coronavirusutbrottet | Inställt på grund av coronavirusutbrottet | Aleksandr Bolsjunov    |      |
|    | 15 mars 2020                           | Sprint (F)                             | Québec                                 |                                        | Inställt på grund av coronavirusutbrottet | Inställt på grund av coronavirusutbrottet | Inställt på grund av coronavirusutbrottet | Aleksandr Bolsjunov    |      |
|    | 17 mars 2020                           | Minneapolis                            | Sprint (F)                             |                                        | Inställt på grund av coronavirusutbrottet | Inställt på grund av coronavirusutbrottet | Inställt på grund av coronavirusutbrottet | Aleksandr Bolsjunov    |      |
|    | Sprinttouren 2020 – Slutresultat       |                                        |                                        |                                        | Inställt på grund av coronavirusutbrottet | Inställt på grund av coronavirusutbrottet | Inställt på grund av coronavirusutbrottet | Aleksandr Bolsjunov    |      |
|    |                                        |                                        |                                        |                                        |                                           |                                           |                                           |                        |      |
|    |                                        | 20 mars 2020                           | Canmore                                | 15 km masstart (F)                     | Inställt på grund av coronavirusutbrottet | Inställt på grund av coronavirusutbrottet | Inställt på grund av coronavirusutbrottet | Aleksandr Bolsjunov    |      |
|    |                                        | 21 mars 2020                           | Canmore                                | 15 km jaktstart (K)                    | Inställt på grund av coronavirusutbrottet | Inställt på grund av coronavirusutbrottet | Inställt på grund av coronavirusutbrottet | Aleksandr Bolsjunov    |      |

#### Lagtävlingar
| Nr | Datum            | Ort         | Disciplin          | 1:a plats                                                                  | 2:a plats                                                              | 3:e plats                                                                       | Ref. |
| -- | ---------------- | ----------- | ------------------ | -------------------------------------------------------------------------- | ---------------------------------------------------------------------- | ------------------------------------------------------------------------------- | ---- |
| 1  | 8 december 2019  | Lillehammer | 4 x 7,5 km stafett | Ryssland II Ivan Jakimusjkin Jevgenij Belov Ilja Porosjkin Sergej Ustiugov | Ryssland I Andrej Larkov Ilja Semikov Denis Spitsov Andrej Melnitjenko | Norge I Pål Golberg Hans Christer Holund Sjur Røthe Finn Hågen Krogh            |      |
| 2  | 22 december 2019 | Planica     | Lagsprint (F)      | Norge I Sindre Bjørnestad Skar Erik Valnes                                 | Norge II Gjøran Tefre Håvard Solås Taugbøl                             | Finland I Ristomatti Hakola Joni Mäki                                           |      |
| 3  | 12 januari 2020  | Dresden     | Lagsprint (F)      | Frankrike I Renaud Jay Lucas Chanavat                                      | Sverige I Marcus Grate Johan Häggström                                 | Ryssland I Andrej Krasnov Gleb Retivych                                         |      |
| 4  | 1 mars 2020      | Lahtis      | 4 x 7,5 km stafett | Norge Pål Golberg Hans Christer Holund Sjur Røthe Johannes Høsflot Klæbo   | Schweiz Beda Klee Dario Cologna Jason Rüesch Roman Furger              | Ryssland I Ilia Semikov Aleksandr Bessmertnych Denis Spitsov Andrej Melnitjenko |      |

### Mixade lag
| Nr | Datum        | Ort     | Disciplin        | 1:a plats                                 | 2:a plats                                 | 3:e plats                                 | Ref. |
| -- | ------------ | ------- | ---------------- | ----------------------------------------- | ----------------------------------------- | ----------------------------------------- | ---- |
|    | 22 mars 2020 | Canmore | 4 x 5 km stafett | Inställt på grund av coronavirusutbrottet | Inställt på grund av coronavirusutbrottet | Inställt på grund av coronavirusutbrottet |      |

## Världscupställning

### Damer
| Placering | efter 33 av 33 tävlingar   | Poäng |
| --------- | -------------------------- | ----- |
| 1.        | Therese Johaug             | 2 508 |
| 2.        | Heidi Weng                 | 1 697 |
| 3.        | Natalja Neprjajeva         | 1 356 |
| 4.        | Astrid Uhrenholdt Jacobsen | 1 289 |
| 5.        | Ingvild Flugstad Østberg   | 1 110 |
| 6.        | Jessie Diggins             | 1 078 |
| 7.        | Ebba Andersson             | 891   |
| 8.        | Sadie Maubet Bjornsen      | 855   |
| 9.        | Krista Pärmäkoski          | 829   |
| 10.       | Teresa Stadlober           | 793   |

| Placering | efter 19 av 19 tävlingar   | Poäng |
| --------- | -------------------------- | ----- |
| 1.        | Therese Johaug             | 1 451 |
| 2.        | Heidi Weng                 | 920   |
| 3.        | Ebba Andersson             | 717   |
| 4.        | Natalja Neprjajeva         | 652   |
| 5.        | Ingvild Flugstad Østberg   | 644   |
| 6.        | Astrid Uhrenholdt Jacobsen | 622   |
| 7.        | Krista Pärmäkoski          | 561   |
| 8.        | Jessie Diggins             | 534   |
| 9.        | Teresa Stadlober           | 520   |
| 10.       | Charlotte Kalla            | 477   |

| Placering | efter 11 av 11 tävlingar   | Poäng |
| --------- | -------------------------- | ----- |
| 1.        | Linn Svahn                 | 509   |
| 2.        | Jonna Sundling             | 486   |
| 3.        | Anamarija Lampič           | 472   |
| 4.        | Natalja Neprjajeva         | 358   |
| 5.        | Maiken Caspersen Falla     | 351   |
| 6.        | Sophie Caldwell            | 338   |
| 7.        | Nadine Fähndrich           | 318   |
| 8.        | Astrid Uhrenholdt Jacobsen | 232   |
| 9.        | Maja Dahlqvist             | 220   |
| 10.       | Sadie Maubet Bjornsen      | 219   |

### Herrar
| Placering | efter 33 av 33 tävlingar | Poäng |
| --------- | ------------------------ | ----- |
| 1.        | Aleksandr Bolsjunov      | 2 221 |
| 2.        | Johannes Høsflot Klæbo   | 1 726 |
| 3.        | Pål Golberg              | 1 311 |
| 4.        | Simen Hegstad Krüger     | 1 260 |
| 5.        | Sjur Røthe               | 1 257 |
| 6.        | Iivo Niskanen            | 1 221 |
| 7.        | Hans Christer Holund     | 954   |
| 8.        | Sergej Ustiugov          | 908   |
| 9.        | Emil Iversen             | 875   |
| 10.       | Dario Cologna            | 649   |

| Placering | efter 19 av 19 tävlingar | Poäng |
| --------- | ------------------------ | ----- |
| 1.        | Aleksandr Bolsjunov      | 1 293 |
| 2.        | Sjur Røthe               | 864   |
| 3.        | Iivo Niskanen            | 840   |
| 4.        | Simen Hegstad Krüger     | 776   |
| 5.        | Hans Christer Holund     | 694   |
| 6.        | Johannes Høsflot Klæbo   | 616   |
| 7.        | Emil Iversen             | 443   |
| 8.        | Sergej Ustiugov          | 435   |
| 9.        | Dario Cologna            | 425   |
| 10.       | Pål Golberg              | 365   |

| Placering | efter 11 av 11 tävlingar | Poäng |
| --------- | ------------------------ | ----- |
| 1.        | Johannes Høsflot Klæbo   | 550   |
| 2.        | Erik Valnes              | 405   |
| 3.        | Pål Golberg              | 386   |
| 4.        | Federico Pellegrino      | 385   |
| 5.        | Lucas Chanavat           | 373   |
| 6.        | Aleksandr Bolsjunov      | 330   |
| 7.        | Gleb Retivych            | 325   |
| 8.        | Håvard Solås Taugbøl     | 294   |
| 9.        | Johan Häggström          | 268   |
| 10.       | Sindre Bjørnestad Skar   | 261   |

### Nationscupen
| Placering | efter 74 av 74 tävlingar | Poäng  |
| --------- | ------------------------ | ------ |
| 1.        | Norge                    | 14 521 |
| 2.        | Ryssland                 | 7 542  |
| 3.        | Sverige                  | 6 916  |
| 4.        | Finland                  | 4 781  |
| 5.        | USA                      | 3 612  |
| 6.        | Schweiz                  | 2 488  |
| 7.        | Frankrike                | 2 428  |
| 8.        | Tyskland                 | 1 995  |
| 9.        | Italien                  | 1 666  |
| 10.       | Slovenien                | 1 261  |

| Placering | efter 37 av 37 tävlingar | Poäng |
| --------- | ------------------------ | ----- |
| 1.        | Norge                    | 7 191 |
| 2.        | Sverige                  | 4 694 |
| 3.        | USA                      | 3 228 |
| 4.        | Finland                  | 2 421 |
| 5.        | Ryssland                 | 2 178 |
| 6.        | Tyskland                 | 1 232 |
| 7.        | Slovenien                | 1 051 |
| 8.        | Schweiz                  | 1 000 |
| 9.        | Österrike                | 804   |
| 10.       | Tjeckien                 | 615   |

| Placering | efter 37 av 37 tävlingar | Poäng |
| --------- | ------------------------ | ----- |
| 1.        | Norge                    | 7 330 |
| 2.        | Ryssland                 | 5 364 |
| 3.        | Finland                  | 2 360 |
| 4.        | Sverige                  | 2 222 |
| 5.        | Frankrike                | 2 033 |
| 6.        | Schweiz                  | 1 488 |
| 7.        | Italien                  | 1 185 |
| 8.        | Tyskland                 | 763   |
| 9.        | Storbritannien           | 401   |
| 10.       | USA                      | 384   |